# K.k. Landesschützen
Bei den k.k. Landesschützen (ab dem 16. Jänner 1917 Kaiserschützen) handelte es sich um 1871 aufgestellte Verbände der k.k. Landwehr der österreichisch-ungarischen Monarchie. Sie umfassten seit 1906 drei als Gebirgstruppe ausgebildete Infanterie-Regimenter sowie die „Reitende Tiroler Kaiserschützen/Reitende Tiroler Landesschützen-Division“ als berittene Komponente.

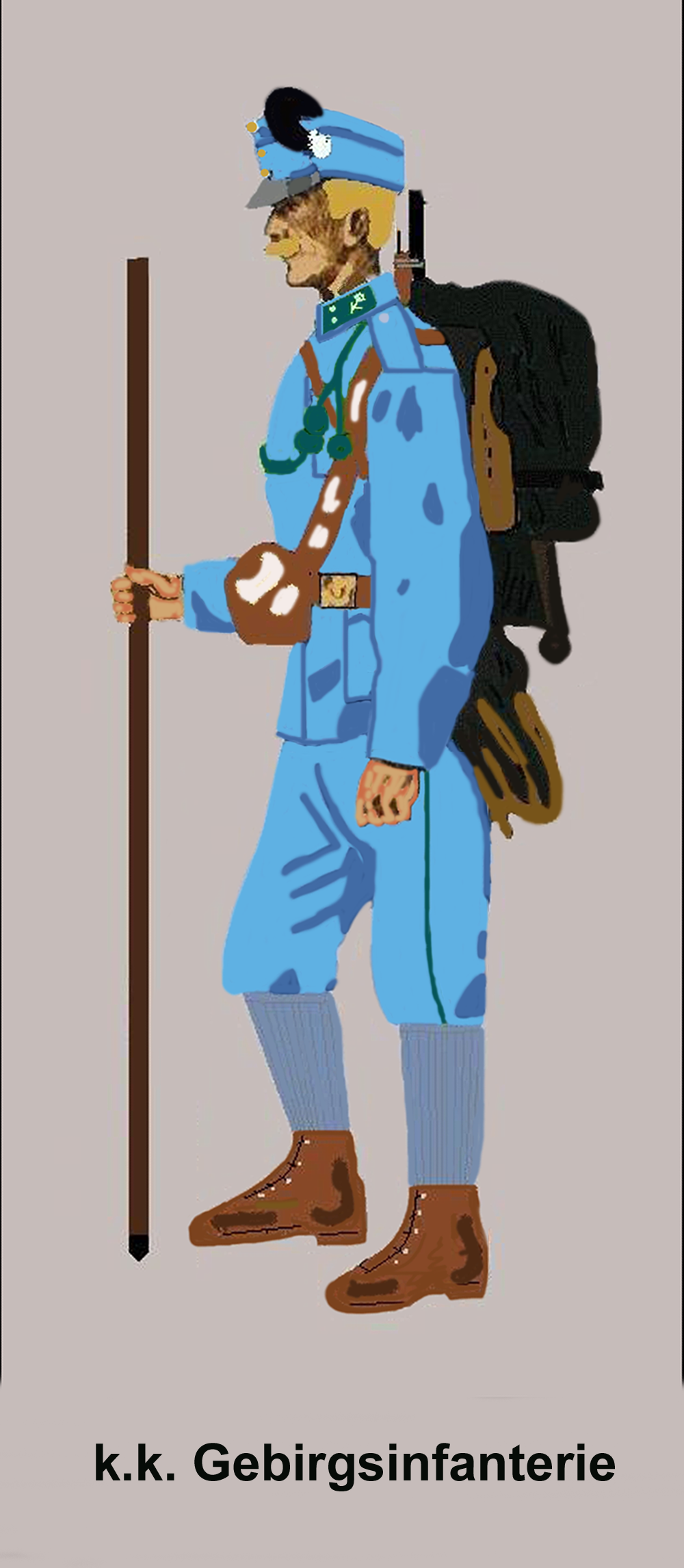
Gebirgs/Marschadjustierung nach 1907

Da die Verbände der Landesschützen innerhalb der Streitkräfte Österreich-Ungarns zur k.k. Landwehr zählten, führen sie die Bezeichnung „k.k.“ (kaiserlich-königlich), während die Bezeichnung „k.u.k.“ für die Gemeinsame Armee üblich war.

## Geschichte
Die k.k. Landwehr bestand von 1869 bis 1918 in der cisleithanischen Reichshälfte als Pendant zur k.u. Landwehr in der transleithanischen Reichshälfte. Die Sonderstellung Tirols und Vorarlbergs in der Landesverteidigung wurde im Dezember 1870 mit Verabschiedung des Landesverteidigungsgesetzes für Tirol und Vorarlberg durch den Tiroler Landtag an das österreichische Landwehrgesetz von 1869 angepasst. Daraufhin wurden im Jahre 1871 in Tirol  neun und in Vorarlberg ein Infanterie-Bataillon der Landwehr errichtet, denen man aus historischen Gründen (in Anlehnung an die in Tirol seit dem 15. und 16. Jahrhundert bestehenden Schützengilden und -kompanien) den Namen Landesschützen gab. Neben den Infanterie-Einheiten wurde 1871 mit den „Reitenden Tiroler Kaiserschützen“ auch eine berittene Abteilung aufgestellt.

### Organisation 1871–1893
Die ursprüngliche Bezeichnung der zehn Infanterie-Bataillone der Landesschützen war wie folgt:

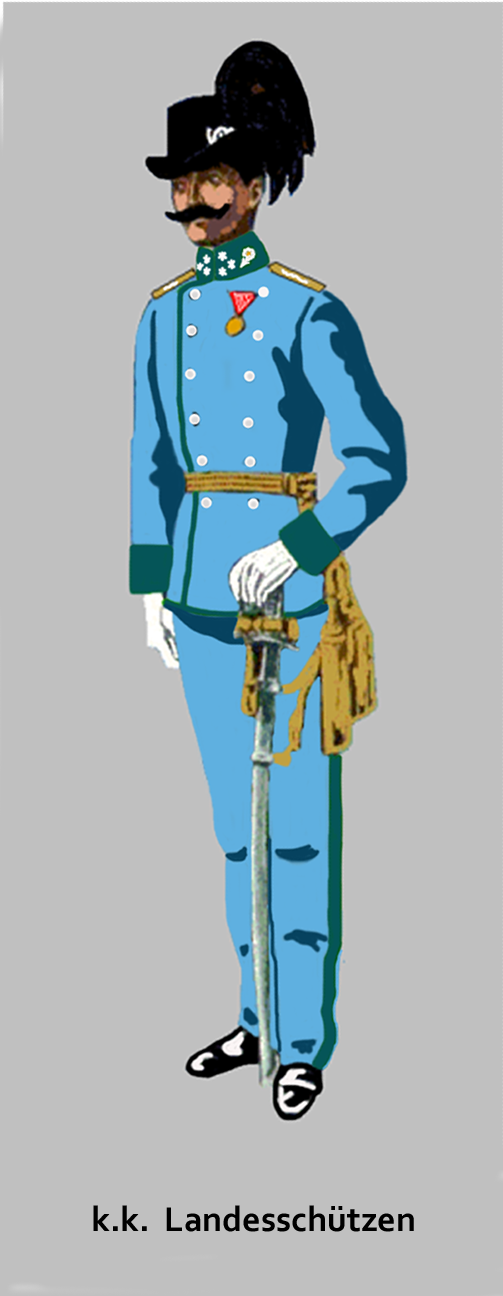
Offizier in Paradeadjustierung nach 1906

- Nr. I Unterinntaler Landesschützenbataillon in Schwaz
- Nr. II Innsbrucker und Wipptaler Landesschützenbataillon in Innsbruck
- Nr. III Oberinntaler Landesschützenbataillon in Imst
- Nr. IV Oberetschtaler Landesschützenbataillon in Meran
- Nr. V Etsch- und Fleimstaler Landesschützenbataillon in Bozen
- Nr. VI Pustertaler Landesschützenbataillon in Bruneck
- Nr. VII Noce-Avisiotaler Landesschützenbataillon in Mezzolombardo (Welschmetz)
- Nr. VIII Trient-Valsugana Landesschützenbataillon in Trient
- Nr. IX Rovereto-Sarca Landesschützenbataillon in Riva
- Nr. X Vorarlberger Landesschützenbataillon in Bregenz

Jedes Infanterie-Bataillon der Landesschützen hatte im Frieden aus vier Feld- und einer Ergänzungskompanie zu bestehen, wobei die letztere ein Kaderverband war. Bei jeder der Kompanien waren je zehn Artilleristen zur Bedienung von zugewiesenen Geschützen eingestellt. Im Mobilmachungsfall sollten die Infanterie-Bataillone als Stammeinheiten für die Aufstellung von zehn weiteren Feldbataillonen sowie zehn Reservebataillonen dienen.
Die 1871 aufgestellten berittenen Einheiten der Landesschützen trugen ursprünglich den Namen Kader der Landesschützen zu Pferd in Tirol und Vorarlberg und umfassten zunächst zwei Kompanien. Aufgabe der berittenen Einheiten war ursprünglich nur der Melde-, Kurier- und Verbindungsdienst. 1874 wurden die berittenen Einheiten der Landesschützen, analog zu der übrigen Landwehrkavallerie, in Eskadronen umbenannt.

### Organisation 1893–1906
Im Jahre 1893 wurden die bestehenden zehn Infanterie-Bataillone in drei Regimenter umgewandelt: Landesschützen-Regiment I, II und III (im Gegensatz zu allen anderen Einheiten der österreichisch-ungarischen Armee wurden diese drei Regimenter mit römischen Ziffern versehen).
1894 erhielten die berittenen Landesschützen die Bezeichnung Berittene Tiroler Landesschützen.
Im Jahre 1903 wurde das Landesschützen-Regiment III zunächst wieder aufgelöst.

### Gebirgstruppe 1906–1918
Als in den ersten Jahren des 20. Jahrhunderts auch in  Österreich-Ungarn die Notwendigkeit einer reinen Gebirgstruppe (nach dem Beispiel der bereits seit längerer Zeit bestehenden italienischen Alpini) erkannt wurde, boten sich die Landesschützen aufgrund ihrer historischen Entwicklung förmlich als Kern der neuen österreichisch-ungarische Gebirgstruppe an. Im Zuge der Schaffung einer spezialisierten Gebirgstruppe wurden im Jahre 1906 die beiden damals bestehenden Infanterieregimenter der Landesschützen zu Gebirgsinfanterie umgegliedert. Das III. Infanterieregiment der Landesschützen wurde 1909 mit vier Bataillonen wieder aufgestellt. Zusammen mit dem k.k. Landwehr-Infanterieregiment Nr. 4 und Nr. 27 bildeten die drei Landesschützen-Regimenter die österreichisch-ungarische Gebirgstruppe.
Im Gegensatz zu den Infanterieregimentern der Landesschützen wurden die „Reitenden Tiroler Landesschützen“ nicht zu den österreichisch-ungarischen  Gebirgstruppen gezählt, bildeten aber zusammen mit den „Reitenden Dalmatiner Landesschützen“ die Kavallerie der Gebirgsverbände.  1912 wurden die berittenen Tiroler Landesschützen in „Reitende Tiroler Landesschützen-Division“ umbenannt. Diese Division bestand aus drei Eskadrons.

#### Garnisonen im August 1914

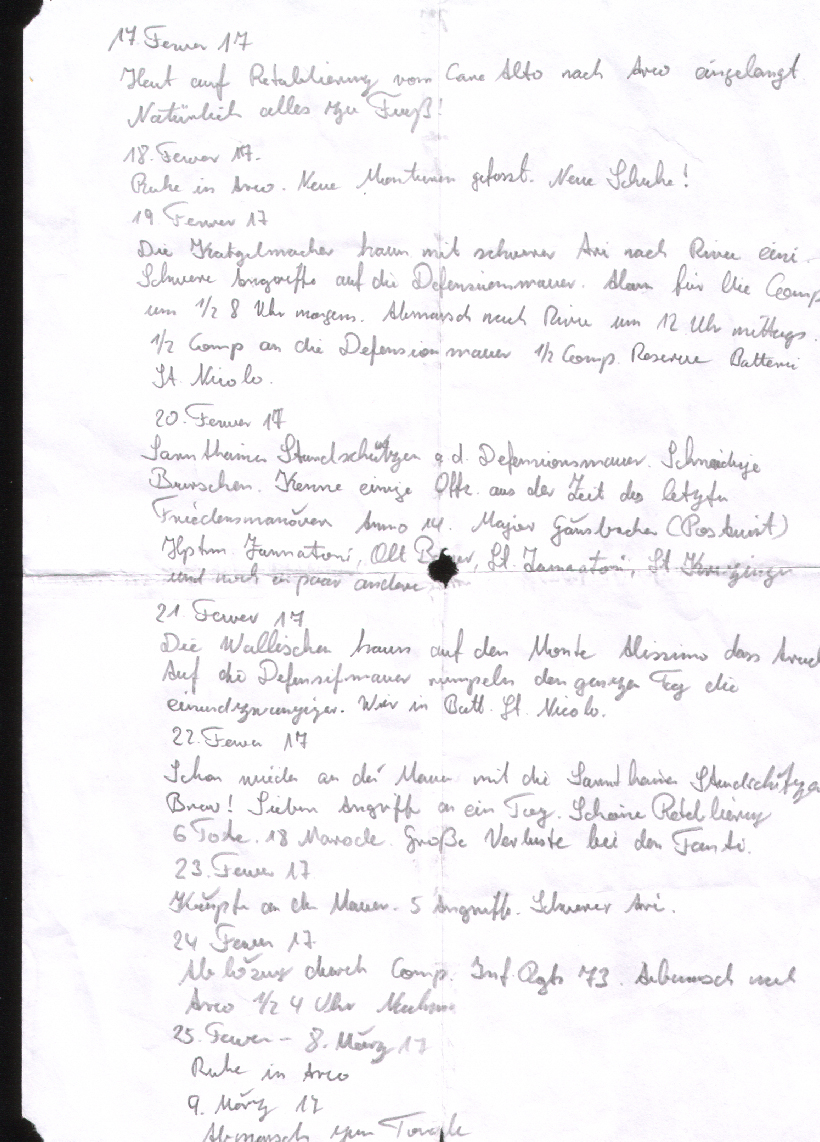
Auszug aus dem Kriegstagebuch des Zugsführers Franz Pomykahler im „Kaiserschützen-Regiment Innichen Nr. III“ von 1917

(Als Teil der k.k. Landwehr führten die Landesschützen/Kaiserschützen, wie dort üblich,  den Namen der Stabsgarnison in der Regimentsbezeichnung.)
- k.k. Landesschützen-Regiment „Trient“ Nr. I

88. Landesschützenbrigade – 44. Landwehr Infanterie Truppendivision – XIV. Armeekorps
Garnison: Stab, I. Baon Trient / II. Baon Strigno / III. Baon Ala / IV. Baon (1913 errichtet) Rovereto
- k.k. Landesschützen-Regiment „Bozen“ Nr. II

88. Landesschützenbrigade – 44. Landwehr Infanterie Truppendivision – XIV. Armeekorps
Garnison: Stab, II. Baon Bozen / I. Baon Meran / III. Baon Riva del Garda
- k.k. Landesschützen-Regiment „Innichen“ Nr. III

88. Landesschützenbrigade – 44. Landwehr Infanterie Truppendivision – XIV. Armeekorps
Garnison: Stab, IV. Baon Innichen / I. Baon Primör / II. Baon Predazzo / III. Baon Cortina d’Ampezzo
- Reitende Tiroler Landesschützen-Division, Kommandant: Oberstleutnant Moritz Srnka

3 Eskadrons
Garnison: Trient

#### Erster Weltkrieg 1914–1918
Obwohl die Landesschützen laut dem Landesverteidigungsgesetz bzw. dem Landwehrgesetz eigentlich nur innerhalb Tirols und Vorarlbergs eingesetzt werden durften, kämpften die Landesschützen während des Ersten Weltkrieges auf fast allen Kriegsschauplätzen. Mit der schwammigen Formulierung der Bestimmung „Die Landesschützen haben außerhalb der Grenzen Tirols und Vorarlbergs nur insoweit Dienste zu leisten, als es die örtlichen Grenzverhältnisse und die strategische Verteidigung des Landes erfordern; abgesehen von diesen beiden Rücksichten können die Landesschützen nur ausnahmsweise, wenn Tirol und Vorarlberg in keiner Weise bedroht wird, auch außerhalb des Landes, jedoch nur nach vorheriger Zustimmung des Landtages, verwendet werden.“ wurde das Gesetz umgangen. Insbesondere die Schlacht bei Limanowa–Lapanow (Galizien) im Dezember 1914 forderte einen ungeheuren Blutzoll an gut ausgebildeten Männern, die nicht wieder ersetzt werden konnten.
Kriegsschauplätze, an denen Einheiten der Landesschützen/Kaiserschützen eingesetzt wurden, sind:
- Galizien: Lemberg, Grodek, Przemyśl, Pilica, Limanowa-Lapanow, Gorlice-Tarnów, Karpathen
- Serbien
- Südtirol/Trentino/Kärnten/Krain: Drei Zinnen, Monte Cristallo, Monte Piano, Falzarego, Tofana, Col di Lana, Marmolata, Zwölfte Isonzoschlacht, Sieben Gemeinden, Vallarsa, Tonale/Adamello, Ortler

Nach der Kriegserklärung Italiens an seinen früheren Bundesgenossen Österreich-Ungarn im Mai 1915 kehrten die Landesschützen im Herbst 1915 nach Tirol zurück, wo mit ihrer Hilfe die Gebirgsfront stabilisiert und erfolgreich verteidigt werden konnte.

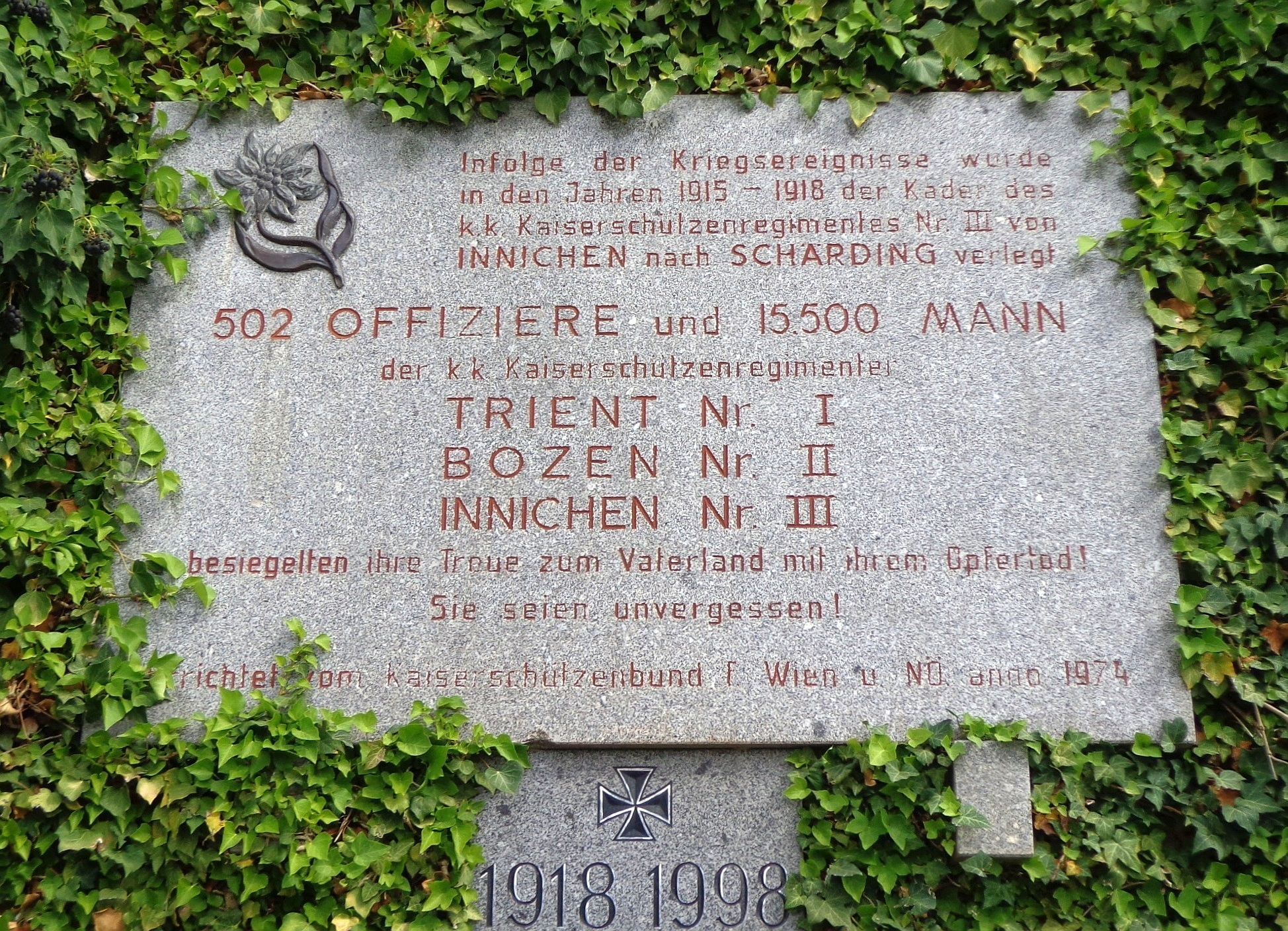
Schlosspark Schärding,
Hessen-Rainer-Platz,
Kriegergedenkstätte mit Denkmal für die Landesschützenregimenter I, II, III.

Am 16. Jänner 1917 ernannte Kaiser Karl I. anlässlich eines Truppenbesuchs in Calliano die Landesschützen zu Kaiserschützen. Eine Begründung dafür hat er nie abgegeben, sodass letztendlich darüber nur spekuliert werden kann.
Am Tage des Waffenstillstandes (4. November 1918) lagen die Kaiserschützen-Regimenter II und III in Stellung von der Zugna Torta über den Monte Corno bis zum Monte Spil im Vallarsa. Das Regiment I lag von südlich des Ortlers über den Tonalepass bis zur Presanella (Adamello-Presanella Gruppe). Die meisten der Kaiserschützen gerieten in italienische Gefangenschaft: Regiment I im Val di Sole (Sulztal), Regiment II an der Zugna Torta, Regiment III bei Folgaria (Vielgereuth).

## Auszeichnungen

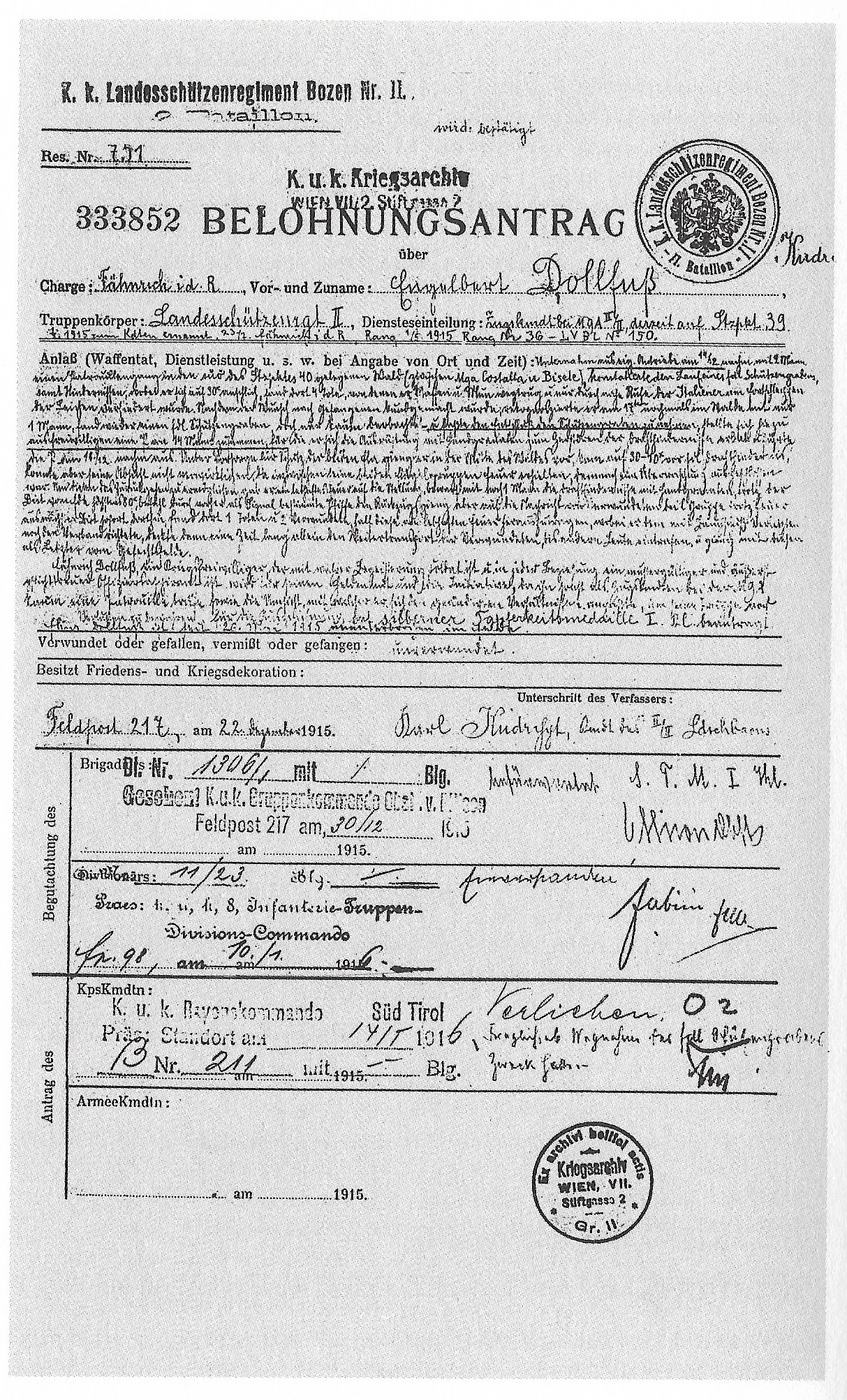
Antrag auf Verleihung der Silbernen Tapferkeitsmedaille I. Klasse an Engelbert Dollfuß, eingereicht am 22. Dezember 1915 beim k.k. Landesschützen-Regiment „Bozen“ Nr. II

Die Kaiserschützen zeichneten sich nicht nur durch den Spielhahnstoß an der Kappe und das Edelweiß am Kragen aus, sondern auch durch zahlreiche militärischen Ehren:

### Verliehen an Offiziere
- 5 Militär-Maria-Theresien-Orden
- 4 Orden der Eisernen Krone 2. Kl.
- 2 Militär-Verdienstkreuze 2. Kl.
- 29 Leopoldsorden
- 166 Orden der Eisernen Krone 3. Kl.
- 563 Militär-Verdienstkreuze 3. Kl.
- 427 Signum Laudis in Silber
- 1111 Signum Laudis in Bronze
- 13 Goldene Tapferkeitsmedaillen für Offiziere
- 14 Silberne Tapferkeitsmedaillen für Offiziere

### Verliehen an Mannschaften
- 130 Goldene Tapferkeitsmedaillen
- 2797 Silberne Tapferkeitsmedaillen 1. Kl.
- 9820 Silberne Tapferkeitsmedaillen 2. Kl.
- 13025 Bronzene Tapferkeitsmedaillen

## Uniformierung (ab 1907)

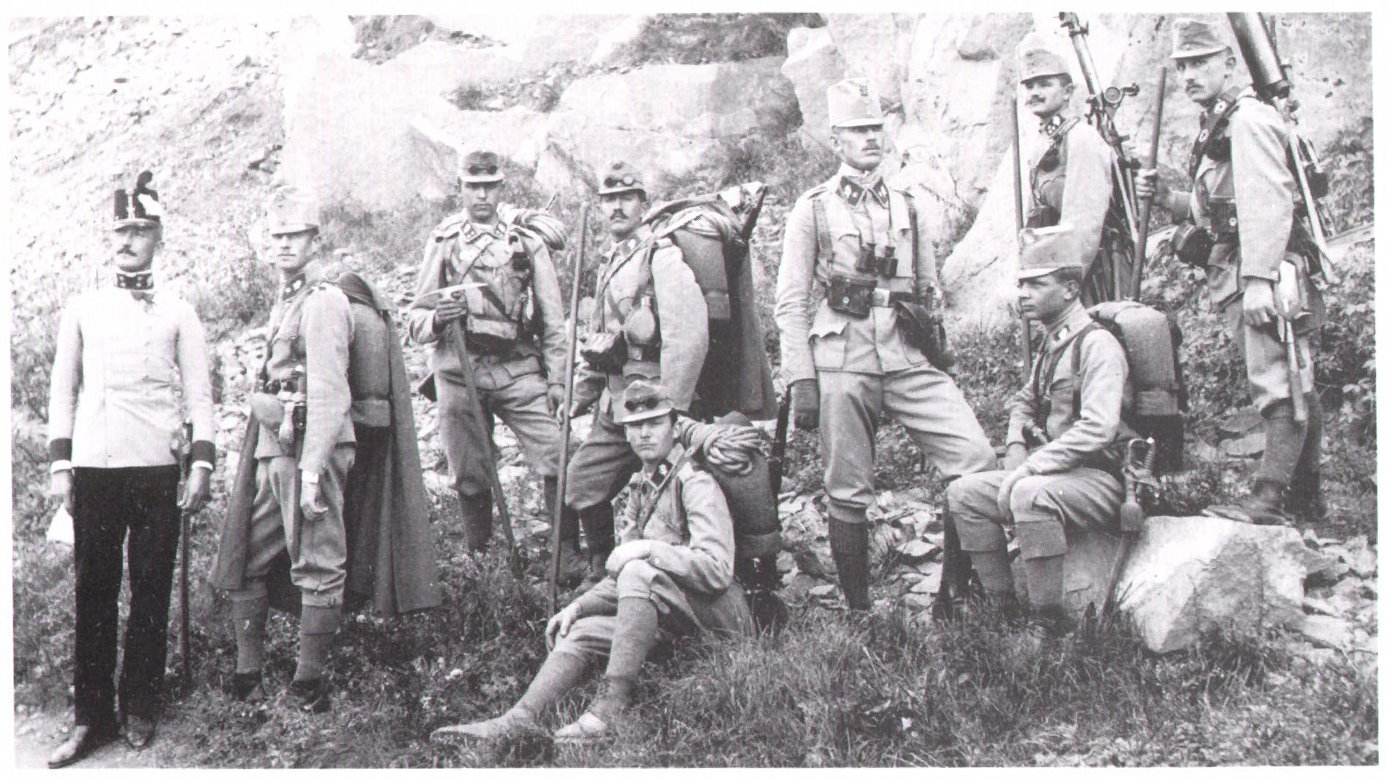
Landeschützen bei der Etablierung als Gebirgstruppe 1906

Die Landesschützen trugen die seit 1907 eingeführte Montur der Gebirgstruppen sowohl im Feld als auch zur Parade. Diese bestand aus folgenden Monturstücken:
- Hechtgraue Feldkappe mit angesteckten Spielhahnstoß (im Feld wurde der Spielhahnstoß nur auf Befehl angelegt)
- Hechtgraue Bluse mit aufgesetzten Taschen und grasgrünen Parolis. Offiziere zur Parade oder auf Befehl mit Schulterstücken.
- Hechtgraue Kniebundhose mit kniehohen Wollstrümpfen
- Bergschuhe
- Offiziere und Chargen trugen den Kurzsäbel

Dies galt auch für Offiziere wenn sie an einer Parade innerhalb eines Truppenverbandes teilnahmen. Abweichend hiervon hatten Offiziere in Paradeadjustierung als Einzelperson (z. B. zur Ordensverleihung) die alte Montur zu tragen. Diese bestand aus:
- Jägerhut mit Federbusch
- Hechtgrauer Waffenrock mit grasgrüner Egalisierung und Schulterstücken
- Gold/schwarzdurchwirkte Feldbinde. Infanterieoffizierssäbel.
- Hechtgrüne Pantalons mit grasgrüner Paspel und Lampassen
- Schwarze Halbstiefel

Die Einzelparadeadjustierung für Offiziere setzte sich folgendermaßen zusammen:
Als Paradekopfbedeckung diente der Hut der Jägertruppe aus mattschwarzem, wasserdichtem Filz. Er bestand aus dem Stutz samt Krempe und war mit einer grünen Rundschnur, dem Jägeremblem und einem Federbusch aus schwarzen Hahnenfedern ausgestattet. Die Hutschnur war aus Schafwolle, hatte einen Schubknopf und an beiden Enden je eine mit grüner Wolle überzogene und an den Enden netzartig überflochtene Eichel. Die beiden Eicheln waren am Hutsturz hinten angebracht. Die Schnur für Offiziere war aus schwarz durchwirktem Goldgespinst.
Der Sturz wies die Form eines ovalen Kegels auf, mit einem oben mäßig gebauchten Boden. Die Krempe war hinten und vorn flach gelegt, an beiden Seiten jedoch aufwärts gestülpt. Der Rand der Krempe war mit schwarzem, lackiertem Kalbsleder eingefasst.
An der linken Seite des Sturzes gab es eine rückwärts geneigte Hülse aus Hutfilz zur Befestigung des Federbusches. Das Hutemblem – aus goldfarbenem Metall – bestand aus dem Jägerhorn. In der Windungslichte war der Tiroler Adler aus versilbertem Pakfong angebracht. Das Emblem wurde über der Federhülse befestigt, so dass der Adler die gleiche schiefe Richtung zeigten wie die Buschhülse. Der Federbusch war in der Form eines Hahnenschweifs auf einem 1,5 mm starken Stück Eisendraht aufgebunden. Die Länge des Federbuschs betrug 29 Zentimeter. Der Busch wurde in die Hülse am Hut gesteckt, so dass die Federn nach hinten bogenförmig herabhingen.
Der Waffenrock der Schützen war im Schnitt abweichend von der Infanterie mit zwei Reihen zu je acht silbernen Köpfen besetzt. Die Knöpfe trugen die Regimentsnummer in römischen Ziffern. Auf dem Kragen befand sich auf jeder Seite hinter den Dienstgradabzeichen ein mattsilbernes Edelweiß.
Als besonderes Abzeichen befand sich an der linken Seite der Feldkappe eine kleine, schräg nach vorn oben gerichtete Tasche, in die ein Spielhahnstoß eingesteckt wurde. Bei Eigentumsmützen kam es vor, dass die Federn direkt an der Mütze angebracht und nicht in die kleine Tasche eingesteckt wurden, um die weißen Flaumfedern besser zur Geltung zu bringen.
Die Hose aus hechtgrauem Tuch nach der Vorschrift für die deutsche Infanterie gefertigt.

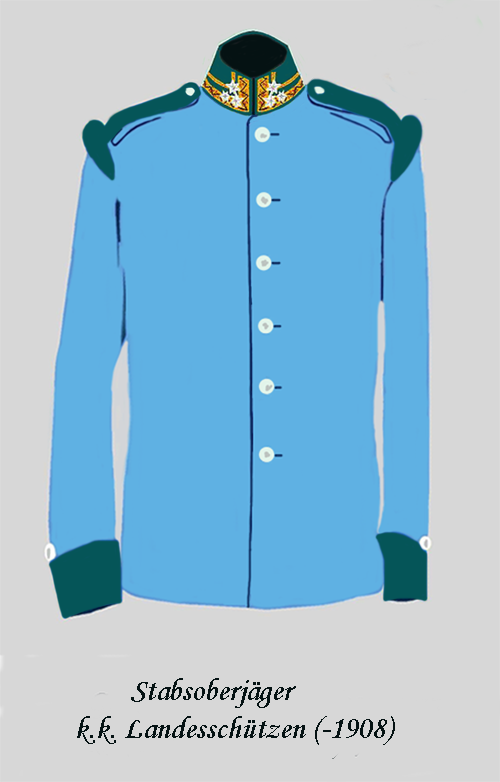
Stabsoberjäger / Paradewaffenrock bis 1906/07
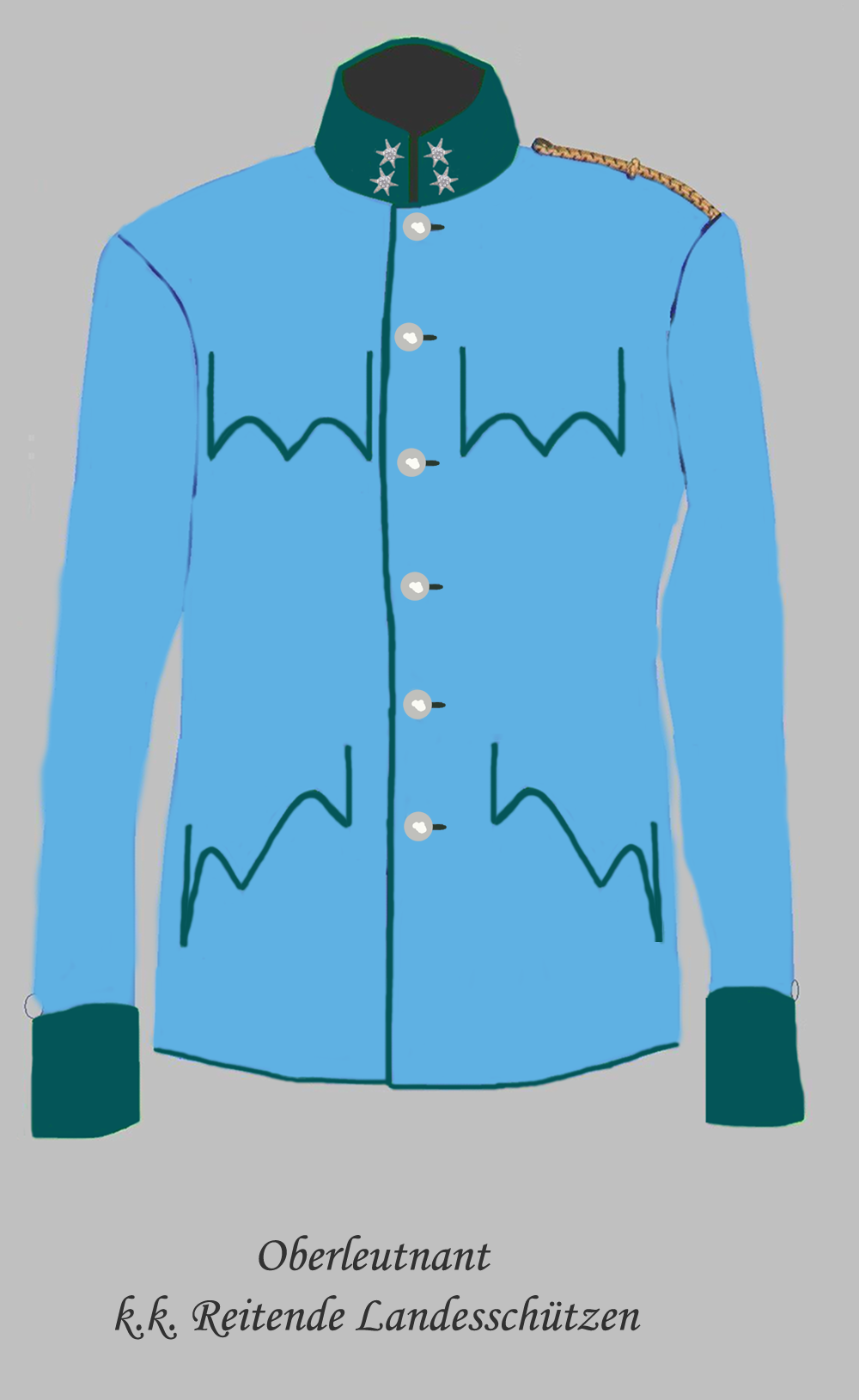
Oberleutnant der Reitenden Landesschützen
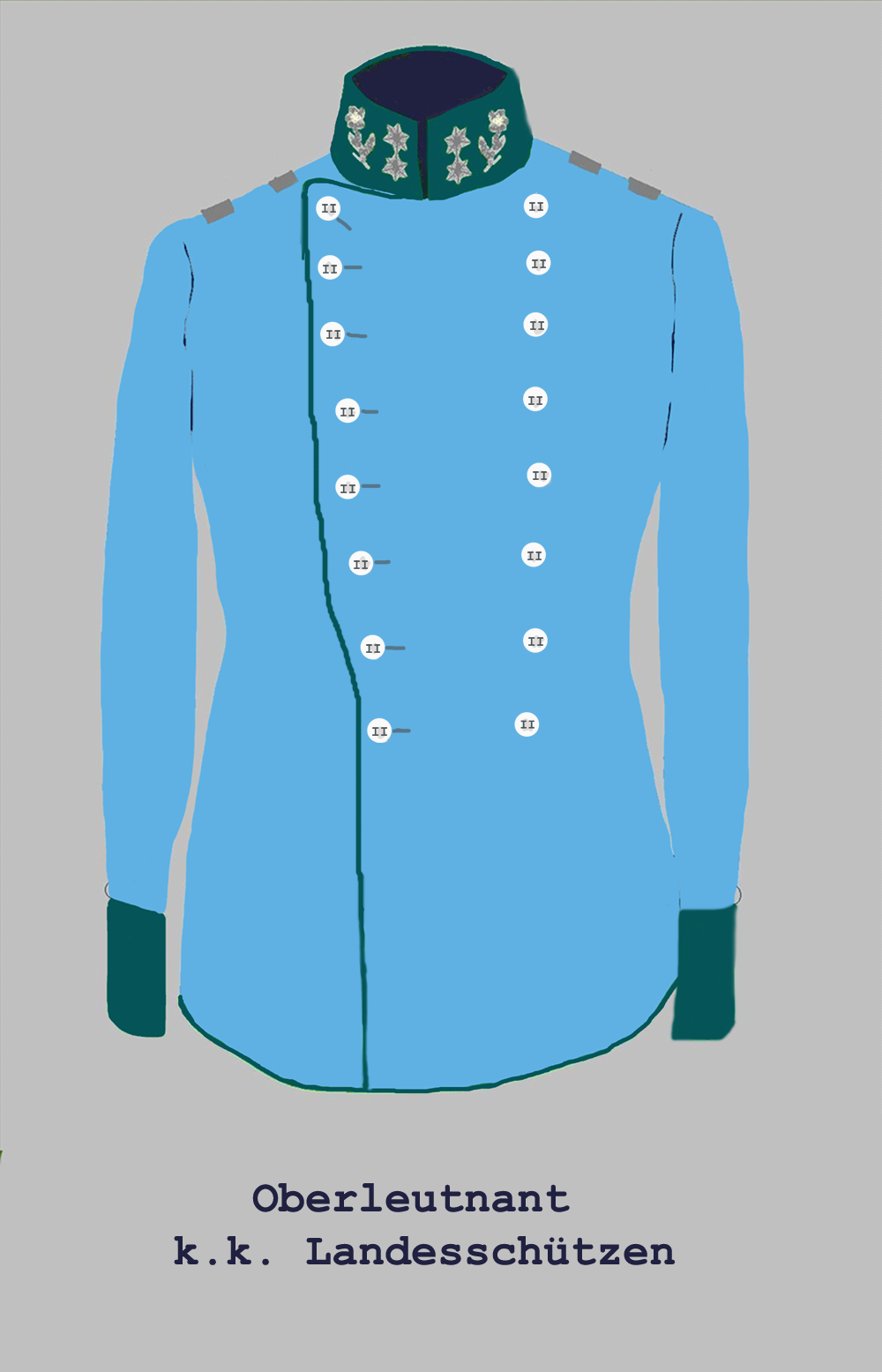
Oberleutnant k.k. Landesschützen- regiment Bozen Nr. II Ausgangs- und Dienstwaffenrock
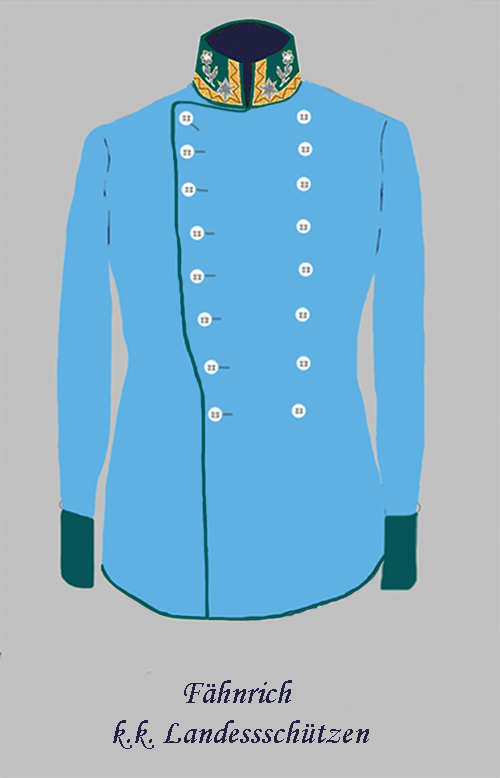
Fähnrich Ausgangs- und Dienstwaffenrock
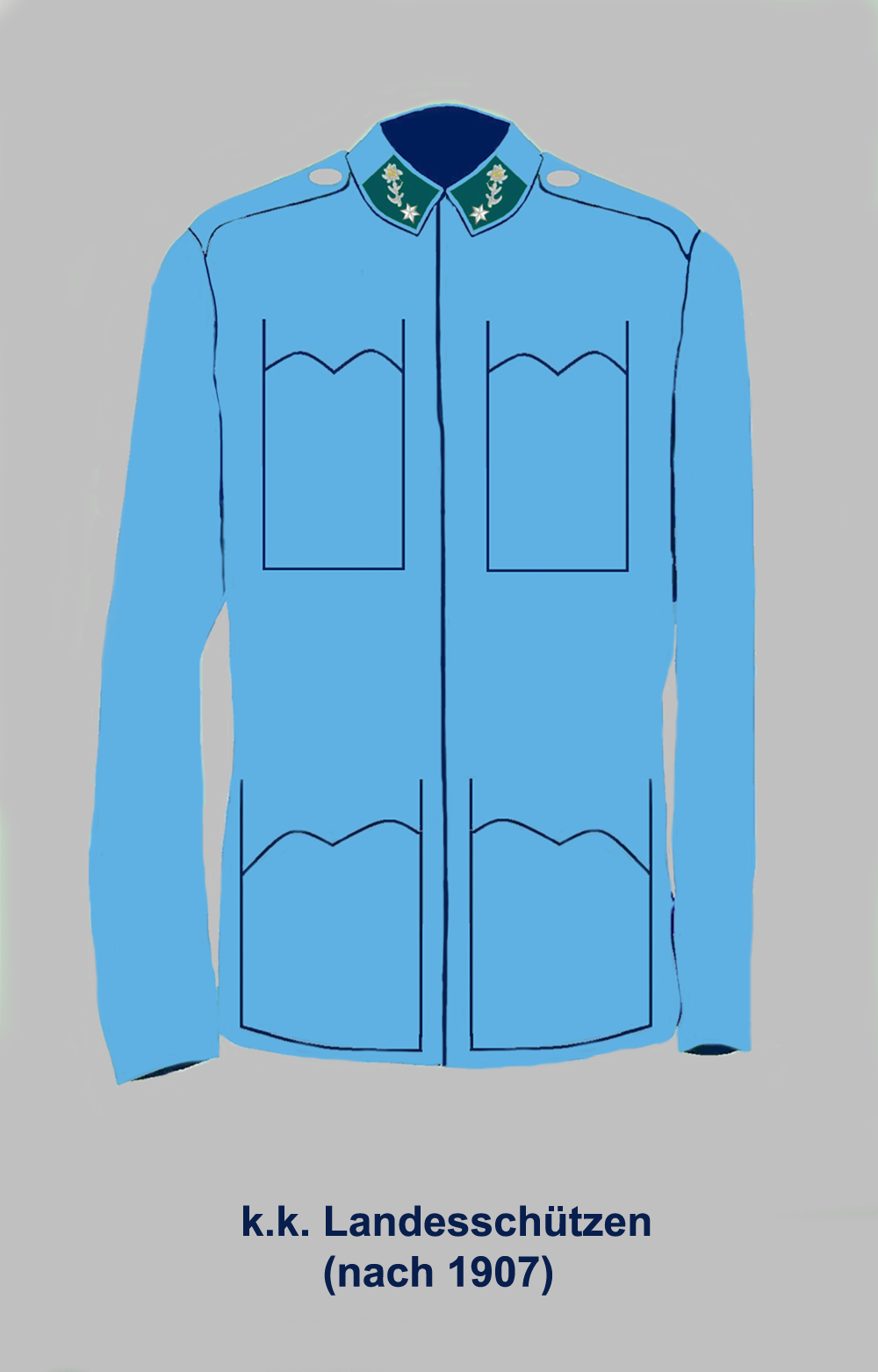
Bluse
Paroli eines Oberjägers
Paroli eines Majors
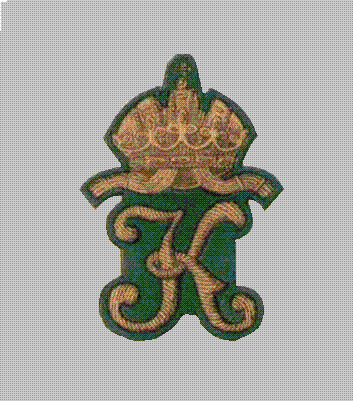
Mützenabzeichen eines Offiziers ab 1916

Anmerkung
Hinsichtlich der übrigen Ausrüstung gab es Unterschiede zur Linieninfanterie.

Siehe unter k.k. Gebirgstruppe.
Die Tradition der Kaiserschützen wird (unter anderem) durch die Gebirgsjäger der deutschen Bundeswehr fortgeführt, die immer noch das Edelweiß der Kaiserschützen an der Mütze tragen, welches den  Soldaten des deutschen Alpenkorps in Dankbarkeit verehrt wurde, als sie 1915 zu Hilfe eilten, um die bedrängte Grenze Tirols zu schützen.
Auch im österreichischen Bundesheer tragen die in Tirol und Vorarlberg stationierten Streitkräfte heute noch das Edelweiß an ihrer Feldmütze.
Als Erbe der alten k.u.k. Armee wird das Edelweiß als Abzeichen der polnischen Gebirgsjäger (Strzelcy podhalańscy – Karpathenjäger)  geführt.